# Szpring
Szpring – lina cumownicza działająca odwrotnie do cumy, tzn. umocowana w części rufowej jednostki biegnie do nabrzeża w stronę dziobu (szpring rufowy), a umocowana w części dziobowej biegnie w stronę rufy (szpring dziobowy). Ma działanie pomocnicze i stabilizujące w stosunku do cumy. Szpringi mocuje się do nabrzeża na wysokości śródokręcia, a na większych jednostkach nawet nie dochodząc do tej części.
Na mniejszych jednostkach (gł. rekreacyjnych) szpringiem nazywa się także linę biegnącą do kotwicy z przeciwnego końca jednostki niż koniec, z którego tę kotwicę spuszczono. Takie zastosowanie liny używane jest dla ustawienia zakotwiczonej jednostki prostopadle do aktualnego kierunku wiatru lub prądu wody.

Liny cumownicze:
(1) – cuma dziobowa; (2) – brest dziobowy; (3) – szpring dziobowy; (4) – szpring rufowy; (5) – brest rufowy; (6) – cuma rufowa